# Firle
Firle is een civil parish in het Lewes district van East Sussex in Engeland. Firle verwijst naar een Oudengels/Angelsaksisch woord fierol, wat begroeid met eiken betekent. De oorspronkelijke indeling in Oost- en West-Firle Firle bestaat nog steeds, hoewel Oost-Firle nu alleen wordt gebruikt voor de huizen aan Heighton Street, die ten oosten van Firle Park loopt. West-Firle staat nu algemeen bekend als Firle, hoewel West-Firle de officiële naam blijft. Firle ligt ten zuiden van de A27, 9 kilometer (vier mijl) ten oosten van Lewes. 

## Geschiedenis van het dorp
Tijdens het bewind van Eduard de Belijder (1042-1066) maakte Firle deel uit van het bezit van de abdij van Wilton. Na de Normandische verovering van Engeland kwam het dorp en de omliggende gronden in eigendom van Robert de Mortain. Als halfbroer van koning Willem de Veroveraar was Robert op Willem na de grootste landeigenaar in het land. Het dorp wordt in het Domesday Book genoemd als 'Ferla'. De waarde van het dorp werd geschat op 44 pond, wat behoorde tot de hoogste waarderingen in het graafschap. 

## Bekende inwoners
De schrijfster Virginia Woolf bezocht Lewes en omgeving in december 1910. Daarna besloot zij te verhuizen in Firle, waar ze een huis huurde en de naam daarvan in Little Talland Huis veranderde. Van Pointz Hall, een fictief landgoed uit haar roman Between the Acts (Tussen de handelingen), veronderstelt men dat dit geïnspireerd was door Firle Place. Woolfs zuster, de schilderes en interieurontwerpester Vanessa Bell, verhuisde in 1916 naar Firle, waar zij met haar inwonende minnaar Duncan Grant in Charleston Farmhouse ging wonen. Hun woning werd in de jaren daarna een regelmatige ontmoetingsplaats van de Bloomsburygroep. Vanessa Bell, haar zoon Quentin Bell, en Duncan Grant liggen alle drie begraven op het kerkhof van St Peter in Firle. 
De schrijfster Katherine Mansfield, die nauwe banden had met de Bloomsbury Group, leefde ook korte tijd in Firle. Haar huisbaas was de econoom John Maynard Keynes, die in 1925 naar Firle verhuisde en daar in 1946 ook stierf. Keynes werd gecremeerd. Zijn as werd verstrooid op de kalkheuvels van het nabijgelegen Tilton.
De Britse generaal Thomas Gage, die een rol speelde in de Amerikaanse Onafhankelijkheidsoorlog, werd in Firle Place geboren.

## Voetnoten
1. ↑  Surname: Verrill. SurnameDB. Name Origin Researsch. Gearchiveerd op 14 april 2018. Geraadpleegd op 9 juli 2023.
2. ↑  Landowner M-O. The Domesday Book Online. domesdaybook.co.uk. Gearchiveerd op 16 januari 2023.
3. ↑  Table of Domesday Values. secretsofthenormaninvasion.com. Gearchiveerd op 1 november 2022.
4. 1 2  Virginia Woolf (1882-1941). East Sussex County Council. Gearchiveerd op 4 september 2012. Geraadpleegd op 9 juli 2023.
5. ↑  Wilkinson, Sheila M., Virginia Woolf - Firle Village. Virginia Woolf Society GB.